# 時光機 (哆啦A夢)
時光機，曾譯時空穿梭機、時間機、時光機器、時空機、時間機器、航时机等（美國版稱呼作「TIME MACHINE」），是《多啦A夢》中虛構的一種法寶，用以穿越時空，也是故事第一個出現與使用率第二高的道具（僅次於竹蜻蜓）。使用時先從入口進入時空隧道，再駕駛時光機前往到指定時間和地點。時光機的入口載體可自由訂制，例如哆啦A夢選用的載體是大雄書桌的抽屜，哆啦美選用的載體是房間的鏡子。根據漫畫第41卷：《未来图书券》中的说法發明時間是西元2008年。

## 型號
※

### 空飛簡易型
空飛簡易型是哆啦A夢使用的型號。
| 基本資料 | 由22世紀工廠制造，長2.2米、高1.28米、寬1.6米、質量538公斤。 |
| 性能     | - 座席：1人用 - 最多乘載上限5人，但也有過6人的狀況，包括但不限於《大雄的日本誕生》、《大雄的天方夜譚》、《大雄的人魚大海戰》 。當有多人共乘時，別人必須站在后面。 - 時間選擇器 - 磁場發生器：使用磁場產生動力來啓動機器。 - 能量箱：儲存時間旅行用的能量，在機器左右各有一個。 - 發動機 - 時間流移動用板：防止時間流的衝撞。 - 時空扭曲控制裝置：進入超時空扭曲地帶時，用以將時空恢復正常。 - 自動駕駛裝置：有語音功能，若自動駕駛模式關閉或故障會自動轉換為聲音導航。 - 駕駛艙: 開放式，若失去平衡乘員會跌落。 |

### 郁金香號
郁金香號是哆啦美使用的型號。
| 基本資料 | 價值相當於10部空飛簡易型。 |
| 性能     | - 座席：多人用 - 時間選擇器 - 緊急拖吊功能：可拖吊別的時光機。 - 太陽能板：外形為鬱金香上面的葉子，收集光源來發動機器。 - 高級發動機：速度為空飛簡易型的2~3倍。 - 彎曲空間安定軸：避免遇上時空亂流。 - 時間流移動用板：防止時間流的沖撞。 - 時空扭曲控制裝置：進入超時空扭曲地帶時，用以將時空恢復正常。 - 駕駛艙：非開放式，在鬱金香內。 |

### 其他
另外還有多種時光機，其中包括：
- 22世紀百貨公司所用的郵遞機器人時光機
- 使用的時光機
- 租賃用時光機（世修曾用過它的虛擬實境功能騙大雄22世紀被外星人占領）
- 瑪吉邁所長所用蚂蚁型時光機（2012年多啦A夢生日篇）
- 黑衣男用的時光機（大雄的恐龍）
- 鳥野守博士所用的鳥型時光機（大雄與翼之勇者）
- 阿一使用的時光機、貓傑啦左衛門之丞景虎製造的時空方舟（大雄的貓狗時空傳）
- 秘密道具博物館接駁時光機（大雄的秘密道具博物館）
- 時光齊柏林飛船（2023年電影版出現）

## 悖論
由於故事裡未來世界有制定法律：《时空法》，明文規定任何人皆不能隨意更改歷史，甚至為此建立時空巡邏隊來維護相關秩序。因此有眾多人對於故事的起始與基礎——「為甚麼哆啦A夢可以允許改變大雄未來，以藉此振興野比家族命運。但從沒違反或引起未來世界注意？」產生了歷史與科學等相關問題。有讀者由故事中曾出現的時光迴圈悖論猜測，或許大雄會運用某些方式讓哆啦A夢出現在未來，藉此迴避法律；有人則懷疑跟歷史重大事件相比，改變野比家族所產生的影響幅度實在相對輕微並不會被察覺。也有一說是由於哆啦A夢（在短篇與大長篇）常幫時空巡邏隊緝拿犯人，所以連未來世界也睜一隻眼閉一隻眼；又或者哆啦A夢是主角的關係，因劇情需要，所以牠不受此影響。
關於「時間悖論」，在數個哆啦A夢的大長篇中，更突顯哆啦A夢必須在20世紀大雄家的必要性。例如：
- 大雄與鐵人兵團

如果哆啦A夢不在20世紀大雄家，那20世紀的人類將成為外星機械人的奴隸。
- 大雄與龍之騎士

如果哆啦A夢不在20世紀大雄家，甚至沒回到過去建立聖地拯救即將滅絕的恐龍的話，將導致地底人的滅絕。
- 大雄與雲之王國

如果哆啦A夢不在20世紀大雄家，那21世紀的地球將会被天上世界的人类利用「挪亞計劃」（洪水）消灭
因此就未來人的史觀而言，為保存自身存續而使過去歷史產生更動，而能使自身繼續存在，為必要之惡；同時，因為改變歷史有可能一個閃失就影響人類甚至整個宇宙的存亡，所以受未來世界法律嚴格管制。
同作者以時空巡邏隊為主角的故事《時光巡邏隊》中，則有利用道具確認歷史改變程度，若情節輕微則不予處罰的橋段。也可作為推敲此一悖論成因的參考。

## 基本公式
D.T.C.M.數據（哆啦A夢，時光機）
發動機
藤子製作所AF2型
動力
E＝1.4×{\displaystyle 10^{8}}N
空間曲率
P＝12.1×{\displaystyle 10^{2}}MKS
性能疲劳率
{\displaystyle {\frac {1}{1979}}}w/s
平衡/時間加速
tα＝4{\displaystyle g^{2}}×C{\displaystyle {\frac {m}{E}}}
它基于E（能量）= m（质量）×c（光速）的平方。

## 備註
1. ↑  《T.P.時光特警》第十八回〈ドラキュラの館〉中，女主角不慎讓穿刺公弗拉德三世提前九年死於戰爭中，導致其生前處刑人數銳減五萬人；然而實際歷史影響異常的低，只是羅馬尼亞在二十世紀末多了十二人而已，因此得以免除處罰。